# L.A. Winstrup
Laurits Albert Winstrup (født 28. januar 1815 i København, død 4. april 1889 i Kolding) var en dansk arkitekt og kongelig bygningsinspektør i overgangstiden mellem klassicisme og historicisme. Han kom primært til at virke i Slesvig og Jylland.

## Uddannelse
Han var søn af handelsfuldmægtig Christian Winstrup (død 1823) og Magdalena Kirstine f. Meyer (1794-1848). Da han havde lyst til tegning, fik han allerede i sin barndom undervisning heri, og efter sin konfirmation kom han i malerlære og fik på samme tid adgang til Kunstakademiets skoler for at uddanne sig til bygmester under C.F. Hansen, samt tegnede privat hos Christian Hansen og efter dennes bortrejse hos G.F. Hetsch. Han var desuden tegnelærer ved Efterslægtselskabets Skole i 1830'erne. Winstrup vandt 1836 den lille, 1837 den store sølvmedalje, 1838 Æresmedaljen (for et toldhus) og foretog samme år med privat understøttelse en rejse til Tyskland i følge med Theophilus Hansen, som rejste videre til Grækenland. Efter et par forgæves forsøg vandt han i 1841 den lille og i 1845 den store guldmedalje for opgaven »Et velindrettet Theater«, og kort før havde han vundet den Neuhausenske Præmie for »Et Jærnstøberi«.

## Rejser og udnævnelse til stadsbygmester
Medens Winstrup fuldendte sin akademiske bane, havde han i 1844 foretaget en ny lille rejse til Tyskland med understøttelse fra Den Reiersenske Fond, og havde virket dels som lærer ved Akademiets 1. og 2. bygningsskole, dels som konduktør for Hetsch ved opførelsen af herregården Basnæs. I 1846 var han i Reykjavik for at udarbejde forslag til en ombygning og udvidelse af Domkirken der, og fra 1. januar 1847 fik han Akademiets store rejsestipendium, som han nød i fire år på en rejse til Italien, Grækenland, Lilleasien, Frankrig og England. Det femte års stipendium, der var tilstået ham, måtte han opgive for i 1851 at tiltræde sin post som stadsbygmester i Flensborg, hvortil udnævnelsen var meddelt ham under hans ophold i London, hvor han var for at se den store verdensudstilling.
Medens han var bosat i Flensborg, blev han den 6. oktober 1854 Ridder af Dannebrog, var blandt de første kunstnere, som blev optagne til medlemmer af Kunstakademiet, efter at den nye ordning var indført (den 5. juli 1858), og ægtede den 26. november samme år Johanne Andrea Fischer (1819-), datter af forstråd, kgl. skovrider Henrik Georg Frederik Fischer (1781-1829) og Meta (Mette) Elisabeth f. Petersen (død 1857). I Flensborg tegnede Winstrup en del bygninger og byplaner, bl.a. Stænderhuset og Overappellationsrettens forsamlingsbygning, latinskoler der og i Haderslev, og samtidig virkede han som Finansministeriets tilsynsførende ved Glücksborg Slot, toldvæsenet og forst- og jagtvæsenets bygninger i Slesvig by samt som kirkekonservator fra 1853.

## Kgl. bygningsinspektør
I 1860 fik L.A. Winstrup udnævnelse til kgl. bygningsinspektør for Slesvig og Nørrejylland med bolig i Kolding og blev efter den fatale 2. Slesvigske Krig 1864 kgl. bygningsinspektør for et meget reduceret område, det sydlige Jylland. I 1862 fik han titel af professor, i 1869 af justitsråd, og i 1885 blev han Dannebrogsmand. 1886 blev han æresmedlem af Kunstakademiet.
I Kolding stod han for en række større arbejder bl.a. Rådhuset, Arresthuset, Døtreskolen, Dalby Kirke og store ombygninger af Sønder Stenderup Kirke og Sankt Nicolai Kirke. Desuden tegnede han den gamle Toldbod i Aarhus og i Marstal, rådhuse i Ærøskøbing og Varde, et hospital i Vejle samt ledede ombygningen af Gråbrødre Hospital og Kirke i Odense. Slottet(Ribe kunstmuseum)
Han døde i sin embedsstilling den 4. april 1889 i Kolding. Året efter skænkede hans enke en stor samling af hans efterladte arkitekturtegninger til Kunstakademiets Bibliotek.

## Værker

### I Flensborg
- Byplan, bl.a. for Rådhusgade/Rathausstrasse (1854)
- Sprøjtehus ved Sankt Hans Kirke (1851, nedrevet)
- Hargens hus, nu Lutherhaus, Søndergravene/Südergraben 59 (1852)
- Ombygning af byejendom, Storegade/Große Straße 48 (1852, stærkt ændret)
- Regerings- og retsbygning (nu varehus), nordisk oldsagsmuseum (indrettet 1861-63)
- Stænderbygning, Holmen (1853-60, nedrevet)
- Dansk borgerskole, Nørregravene (1854-55)
- Ejendom, nu Stadtsparkasse, Holmen 10 (1855)
- Lauths villa, Rebslagerbane/Rebschlagerbahn 34 (1855)
- Ombygning og udvidelse af latin- og realskolen, Rødegade (1857-60)
- Skolefilial, Rødegade (1858, fra 1864 katolsk skole, nedrevet)

### Andetsteds
- Domkirke, Reykjavík (1847-48)
- Haderslev Latinskole, Gåskærgade 28, Haderslev (1853-54, vestre fløj 1904, østre fløj 1924, nedlagt 1968)
- Toldbygning, Haderslev (o. 1853)
- Toldkammer, Skibbroen 20-22, Aabenraa (1853-54)
- Hovedbygning på Juellinge (Valdbygård) (1853-55, udvidet 1884)
- Jels Kirke (1854)
- Hovedbygning på Brorupgård (1856)
- Hovedbygning på Lungholm (1856-57)
- Ødis Kirke (1856-57)
- Sommersted Kirke (1857-58)
- Tværhus, Søgård, Kliplev (1858-60, nedrevet 1938)
- Stuehus, Bjolderup Præstegård (1859)
- Ombygning af Güntheroths Stiftelse, Nygade, Aabenraa (1860)
- Gram Hospital, Gram (1860, senere udvidet)
- Sankt Jørgens Hospital, Kirke Allé, Sønderborg (1860)
- Villa og lysthus, nu Ribe Kunstmuseum, Ribe (1860-64)
- Før Badeanstalt, Vyk (1861-63)
- Toldkammer, Varde (1862)
- Tyrstrup Kirke (1862)
- Ærøskøbing Rådhus (1863, ombygget 1942)
- Varde Rådhus, Varde (1872, fraflyttet 1954)
- Vejle Hospital, Nørretorv, Vejle (1872, nedrevet)
- Dalby Kirke (1872-73, tårn 1929)
- Kolding Rådhus, Kolding (1873-75, ombygget af Ernst Petersen 1923-24)
- Filskov Kirke (1877, ombygning og tårn 1929)
- Blåhøj Kirke (1877)
- Løveapoteket, Torvet, Kolding (1877)
- Kapel, Varde (1881, udvidet 1926)
- Posthus, Vendersgade, Fredericia (1883, tilbygget 1908)
- Obbekjær Kirke (1885)
- Diskontokassen, Jernbanegade, Kolding (1885)
- Toldkammer, Marstal (1886)
- Jelling Seminarium, Jelling (1889, udvidet)

### Ombygninger og restaureringer
- Ændring af facaden på grev F.M. Knuths ejendom, nu Davids Samling, Kronprinsessegade 30, København (1847, oprindelig bygning af J.H. Rawert, facade tilbageført 1951 af Kaare Klint)
- Projekt til Glücksborg Slot (1853-54)
- Haderslev Rådhus (1855, forhøjet 1897, senere ombygget, fraflyttet 1974)
- Gottorp Slotskapel (1857)
- Trappetårn, Skaføgård (1857)
- Tysk seminarium, Egernførde (1857, nedrevet 1900)
- Udvidelse af Tønder Seminarium og forstanderbolig (1858-59, nedrevet)
- Gråbrødre Kloster, Odense (1864-74, sammen med bygmester Chr. Hansen)
- Husby Kirke (1856-57)
- Hagenbjerg Kirke (1856, tårn)
- Dybbøl Kirke (1857, tårn)
- Sankt Jacobi Kirke, Varde (1857-69)
- Skodborg Kirke (1858)
- Sottrup Kirke (1860)
- Hostrup Kirke (1862-63, interiør)
- Varnæs Kirke (1863)
- Hjarup Kirke (1868)
- Sønder Stenderup Kirke (1869)
- Sankt Nicolai Kirke, Aabenraa (1869-70)
- Ovtrup Kirke (1870)
- Lindelse Kirke (1871)
- Vejstrup Kirke (1875)
- Sankt Hans Kirke, Odense (1878-80, sammen med Carl Lendorf)
- Restaurering af Koldinghus' nordfløj og badstuetårn (1881-84)
- Skærup Kirke (1883)
- Sankt Nicolai Kirke, Kolding (1885-86)

### Projekter i Flensborg
- Butiksarkade, Nørretorv (1853)
- Bro over Møllestrømmen (1854)
- Fængsel (1856)
- Børneasyl og skole, Johannesstræde (1857)
- Villaer m.m.

### Projekter andetsteds
- Ejendom med basar, Østergade, København (1845)
- Facade, Hotel Phønix, Bredgade, København (1847)
- Ombygning af Gråsten Slot for Frederik VII (1852-54)
- Badeanstalt, Fanø (1860)
- Ombygning af Døvstummeinstituttet, Slesvig by (1863)

### Dekorative arbejder
- Fyrværkeri (1840, Tøjhuset)
- Festdekoration, Flensborg (1854, 1857, Rigsarkivet)
- Gravmonument for dr.jur. Christian Paulsen, Flensborg Gamle Kirkegård (1855)
- Mindesten for faldne 1848-50 (sammen med billedhugger Klewing)
- Sokkel og gitter til Andreas Paulsens mindesmærke for Olaf Rye, Fredericia (1876)
- Triumfbue over H.W. Bissens buste af general Frederik Bülow, Fredericia (1880)
- Møbler, bogbind, sølvtøj, ure, bl.a. astronomisk vægur (1840, Designmuseum Danmark)
- Tage Algreen-Ussings guldpokal (1842, Det Nationalhistoriske Museum på Frederiksborg Slot)
- Sølvdrikkehorn til Peter Hiort Lorenzen (1843)
- Tegninger af oldsager (1858)

### Skriftlige arbejder
- Tegnebog i progressivt System, 1-5, 1843-47, svensk udgave 1849.

## Galleri
- Blåhøj Kirke
- Filskov Kirke
- Jels Kirke
- Sommersted Kirke
- Obbekjær Kirke
- Ødis Kirke
- Tyrstrup Kirke
- Dalby Kirke
- Gram Sygehus
- Varde gamle rådhus
- Toldbygning, Haderslev
- Kunstmuseet i Ribe set fra haven
- Kunstmuseets lysthus, Ribe